# Edmundo Farolán Romero
Edmundo Farolán Romero (Manila, 30 de diciembre de 1943 - White Rock, 29 de enero de 2023), fue un profesor, poeta y dramaturgo filipino de lengua materna española.

## Carrera
Estudió Filosofía y Letras en el Ateneo de Manila, y posteriormente en la Universidad Central de Madrid y el Instituto de Cultura Hispánica, especializándose en la Universidad de Toronto.
Trabajó como profesor de español, en las Universidades de Toronto y Alberta en Canadá, Bowling Green State University y San Francisco State University en Estados Unidos, y luego la Universidad Ateneo y la Universidad de Filipinas de Manila.
Durante su larga estancia en Madrid tuvo contacto con la nueva generación poética española, que más tarde se denominó novísimos.
En los años setenta colaboró con los periódicos filipinos Nueva Era y Nuevo Horizonte en los que aparecieron muchas de sus composiciones poéticas. En 1981, publicó en Bogotá su obra poética Tercera Primavera por la que le habían concedido el Premio Zóbel en 1981.
Otras áreas de interés son sus estudios sobre el chabacano que se publicaron en varias revistas.
Es miembro de número de la Academia Filipina de la Lengua, correspondiente de la RAE y director (1997-2017) de Revista Filipina desde la cual hace una profunda y constante labor a favor del español en Filipinas y el conocimiento y reconocimiento de los autores de su país en esta lengua.
Dio conferencias sobre la lingüística y literatura hispanofilipina alrededor del mundo incluso la universidad Slezska (Rep. Checa), TU Dresden (Alemania), Academia Donetsk (Ucrania), la universidad Oulou (Finlandia), la Universidad Católica del Norte ( Chile), Thompson Rivers University y Royal Roads University (Canadá ), Ateneo Obrero de Gijón (España), Universite de Bretagne Occidentale (Francia), la universidad de Dalian (China), la Universidad de Columbia Británica (Canadá), y en Caracas durante el Centenario de la Academia Venezolana.

## Obras
- Namacpacan y otros versos (2022)[5]
- Aguinaldo y Bonifacio  (2021)[6]
- Rizal: versione italiana di Vasco Caini (2021)[7]
- Homo Deus (2021)[8]
- En las sombras (2021)[9]
- Morente, de Maeztu, Rómulo y de la Costa (2020)[10]
- Amor/Guerra/Muerte (2020)[11]
- Calubcob y otros cuentos (2020)[12]
- La razón tiene razón  (2020)[13]
- Don Segundo Sombra (2020)[14]
- Agos ng Karanasan (2020)[15]
- Los Artistas (2019)[16]
- Antonio Martínez Ballesteros y el Teatro de Protesta en España (2019)[17]
- Purgatorio (2019)[18]
- Ang Nunal (2018)[19]
- Ang Anarkista (2018)[20]
- Palali y otros cuentos (2018)[21]
- Metamorfosis: una anti-novela (2018)[22]
- Antología de la Prosa Hispanofilipina, Tomo I y II (2017)[23]
- Antología del Teatro Hispanofilipino, Tomo I,II,III y IV (2017-18)[24]
- Antología Hispanofilipina  (2017)[25]
- Soledades (2017)[26]
- El diario de Frankie Aguinaldo (2016)[27]
- Hexalogía Teatral.[28] Ediciones Moreno Mejías. (2011)
- Love, Travels and Other Memoirs of a Filipino Writer (2010)
- Cuentos Hispanofilipinos: Palali y otros cuentos[29] (Manila, 2009)
- 64 Solitudes (2008)
- Itinerancias (San Francisco, 2006)[30]
- Nuevas poesías[31] (2003)
- 2000 versos (2000)[32]
- Aguinaldo (1998)
- Nostálgica (1997)
- Rizal (1996)
- Oh Canada! (Toronto, 1994)[33]
- Tercera Primavera (Bogotá 1981)[34][35]
- "Español para universitarios filipinos" (Manila, 1981)
- Don Segundo Sombra: traducción tagala (Manila, 1979)
- "Literatura Fil-Hispana: una antología" (Manila, 1979)
- "Gramática y Práctica" (Manila, 1979)
- The Rhythm of Despair (Manila, 1975)
- Lluvias Filipinas (Madrid, 1967)[36]

## Premios y reconocimientos
- 1981 Premio Zobel
- 2017 III Premio José Rizal de las Letras Filipinas